# 比爾德達勒

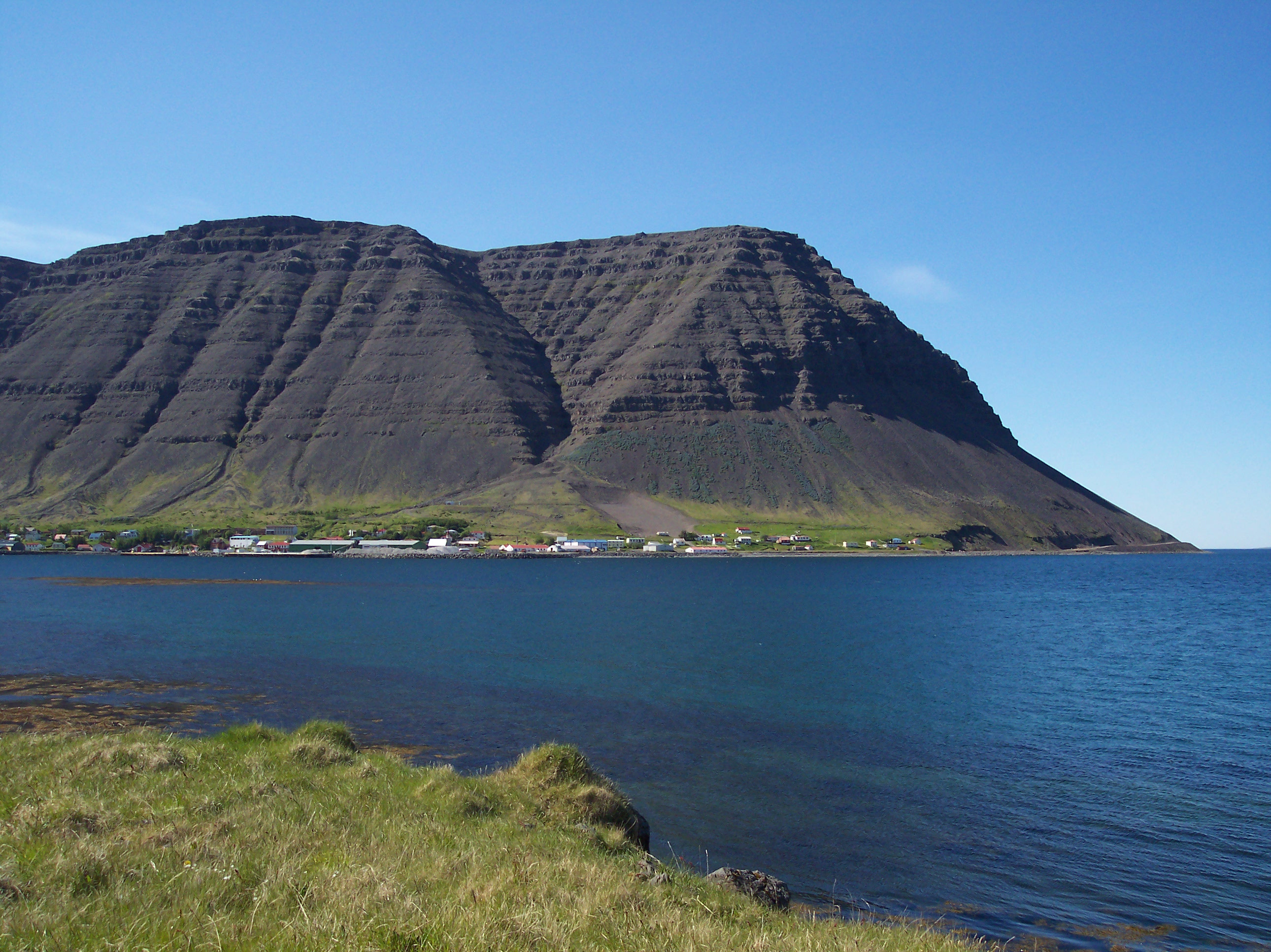
比爾德達勒

比爾德達勒是冰島西峽灣區韦斯特比格兹市镇内的村庄，位於該國西北部，始建於十六世紀，海拔高度86米，村内有關於冰島流行音樂的博物館，2023年人口278。

## 外部連結
- Bíldudalur - picture gallery  www.islandsmyndir.is
- Eagle Air (domestic flight schedule)